# 戈罗霍夫卡农村居民点
戈罗霍夫卡农村居民点（俄语：Гороховское сельское поселение）是俄罗斯联邦沃罗涅日州上马蒙区所属的一个农村居民点。其下辖有1个居民点，行政中心为戈罗霍夫卡。据2016年统计，该农村居民点的人口为1222人。